# Jean-Georges Dejean de Roquemaure
Jean-Georges Dejean de Roquemaure, est un officier français né à Toulouse en 1705, décédé en 1779.
Il passe en Nouvelle-France en 1755 avec Jean-Armand Dieskau, commandant des troupes régulières françaises et de leurs alliés indiens au Canada, en mème temps que le gouverneur Vaudreuil et les premières troupes régulières françaises qui comprennent six bataillons, dont quatre sont destinés à Québec; La Reine, Languedoc, Béarn et Guyenne, alors que deux autres bataillons, Bourgogne et Artois vont à Louisbourg. Durant la traversée vers le Canada, il évite les Anglais au combat du 8 juin 1755 qui font le blocus du Saint-Laurent près de Terre-Neuve, mais perd quatre compagnies qui étaient embarquées sur le Lys.

## Carrière militaire
Il est né à Toulouse en 1705, devient enseigne en 1723, capitaine en 1735, lieutenant-colonel du régiment de  La Reine en 1755 et est promu  brigadier en 1759. 
Il combat avec Dieskau à la bataille du lac George, est au fort Carillon, et au fort Saint-Frédéric pendant leurs constructions, fut par la suite de presque toutes les batailles dans la région du lac Champlain. Il est à la bataille de Fort Oswego, combat à la bataille de Fort William Henry et reçoit quatre compagnies pour compléter son bataillon. Il participe à la bataille de Fort Carillon. Il ne participe pas au siège de Québec (1759), ni à la bataille des Plaines d'Abraham contrairement à la croyance populaire et certains livres et documents; il avait été envoyé au lac Champlain pour retarder l'avance des Anglais pendant la campagne de 1759; ils doivent évacuer et détruire le fort Carillon à la fin de juillet, ainsi que le fort Saint-Frédéric et se replier à l'île aux Noix. Durant l'hiver 1759-1760, il commande le fort Chambly et a le commandement de la région des environs de la rivière Richelieu pour surveiller toutes incursions anglaises. En 1760 il est à la bataille de Sainte-Foy, puis devient commandant du fort Saint-Jean. Le 29 août 1760, il reçoit l'ordre venant de François Charles de Bourlamaque, d'abandonner la vallée du Richelieu ainsi que le fort Chambly, commandé par le capitaine Paul-Louis Dazemard de Lusignan et le fort Saint-Jean qu'il défendait avec 1400 soldats et miliciens, avec l'ordre de le détruire. Ayant appris l’attaque par une force commandée par Lord Andrew Rollo entre le 13 et le 18 août et une deuxième attaque pour détruire une partie de Sorel par des renforts anglais commandés par le major George Scott qui commandait l'infanterie légère et la compagnie de rangers de Moses Hazen sur ordre du général Murray le 23 août; plusieurs miliciens canadiens refusaient de rendre les armes et avaient déjà quitté le fort pour aller protéger leurs biens et leurs familles car le colonel William Haviland et 3400 hommes s'en approchaient après avoir capturé le fort de l'île aux Noix commandé par Bougainville. Les alliés indiens avaient également abandonné le combat voyant la guerre perdue. Roquemaure, qui avait obtenu le grade de brigadier à la fin de 1759, évacue le fort et va rejoindre Lévis à La Prairie.